# Rudbar (ciutat de Gilan)
Rudbar o Rudhbar a Daylam, que encara avui dia forma un comtat de la província de Gilan, regió que agafa el nom de la ciutat de Rudbar a la riba del Safid Rud en la ruta Qazvín-Rasht, al sud de Rasht. El districte, el més meridional del Gilan, tenia 60.000 habitants el 1960 i la ciutat no consta; encara que el 2006 s'estimava en 11.454 habitants cal tenir en compte els devastadors efectes del terratrèmol de 1991. L'economia del comtat i fins i tot de la ciutat és el cultiu de l'olivera; no obstant aquest tipus de cultiu que suggereix un clima mediterrani, els hiverns són molt freds; una part de la població és d'ètnia tat i parlen el tati.
L'establiment de població a la zona data de vers el 2000 aC. S'hi han trobat alguns famosos objectes del primer mil·lenni aC. Va pertànyer a aquemènides, macedonis, selèucides, parts i sassànides. Anys després de la conquesta de Pèrsia pels musulmans, es van instal·lar a la regió tribus que venien de Damasc i Alep. Al segle X la vall del Shah Rud, afluent meridional del Safid Rud, fou el centre dels dominis de la dinastia daylamita dels Djustànides i centre de xiïsme imamita. Al segle xi la regió fou centre ismaïlita i es va fundar l'estat d'Alamut va durar fins al segle xiii quan fou destruït pels mongols. La fortalesa d'Alamut tenia diverses fortaleses més petites per tot el Rudbar, sent les principals Girdkuh, Lanbasar i Maymandiz, que van caure en mans dels mongols entre 1253 i 1256. Algunes d'aquestes fortaleses foren reocupades temporalment per ismaïlites de la zona vers 1270. En temps de Nadir Shah al segle xviii es van instal·lar a la regió grups de kurds de Kuchan i del nord del Gran Khorasan. El 21 de juny de 1990 la ciutat va ser gairebé l'epicentre d'un fort terratrèmol de magnitud 7,3 en l'escala Richter, en el qual van morir 6.000 persones, i en van resultar ferits uns 10.000. La ciutat es va reconstruir però va perdre població.